# غار گا
اشکفت گا مربوط به دوران فرادیرینه‌سنگی است و در شهرستان ممسنی، بخش مرکزی، دهستان فهلیان، ۵۰۰ متری روستای شاکی، درون دره فرعی واقع شده و این اثر در تاریخ ۳۰ بهمن ۱۳۸۶ با شمارهٔ ثبت ۲۰۷۶۴ به‌عنوان یکی از آثار ملی ایران به ثبت رسیده است.